# Elatostema alnifolium
Elatostema alnifolium är en nässelväxtart som beskrevs av Wen Tsai Wang. Elatostema alnifolium ingår i släktet Elatostema och familjen nässelväxter. Inga underarter finns listade i Catalogue of Life.